# Galiște, Smolean
Galiște (în bulgară Галище) este un sat în comuna Madan, regiunea Smolean,  Bulgaria. 

## Demografie
Componența etnică a satului Galiște
     Bulgari (87,5%)
     Nicio identificare (10,41%)
     Altele (2,08%)
La recensământul din 2011, populația satului Galiște era de 192 locuitori. Din punct de vedere etnic, majoritatea locuitorilor (87,5%) erau bulgari. Pentru 10,41% din locuitori nu este cunoscută apartenența etnică.